# آودر- أمستل
آودر- أمستل Ouder-Amstel  هي اٍحدى بلديات مقاطعة شمال-هولندا بهولندا.

## طوبوغرافيا
خريطة طوبوغرافية هولندية لبلدية آودر- أمستل، يونيو 2015، (تقرأ بعد ثلاث نقرات على الخريطة).